# デッド オア アライブ
『デッド オア アライブ』（DEAD OR ALIVE）は、テクモより販売された3D対戦型格闘ゲーム。アーケードゲームとして1996年10月稼動開始。使用基板はMODEL2。実際の格闘技の動きをモーションキャプチャーで取り込んでいる。一部のゲーム雑誌では、女性キャラクターの胸の揺れる表現を前面に押し出して紹介していた。本作はコケティッシュなキャラクターの描写にこだわって制作が行われた。

## 概要
「デッド オア アライブ シリーズ」第1作目で、略称は「DOA」や「DOA1」。キャッチコピーは「打つ、投げる、極める！」。
ホールドは相手キャラクターからの打撃を掴む「ディフェンシブホールド」（以下DH）としてパンチとキックの区別無く掴める上&中段と下段の2択仕様で、攻守問わず自キャラクターから掴みにいく「オフェンシブホールド」（以下OH）としての上段用H（H）と下段用Hを有している2属性で成り立っており、DHは“守備的”の名の通りいなし系の処理だったり打撃系でもダメージが少なめでダウン効果が無いものが目立ち、逆にダメージ総量が高く至ダウン効果があるものを“攻撃的”と名のついたOHが務めていた。投げ抜けのコマンドはH+Pボタンで、基本投げのみ可能となっている。

### デンジャーゾーン
リングの外周にはデンジャーゾーンと呼ばれるトラップ地帯が設置されている。そこにダウンすると爆発が起こり大ダメージを受けて空高く飛ばされてしまう。飛ばされたキャラクターは無防備となり追い討ちを受ける可能性もある。あるいはリングアウトのダメージによって勝敗が決まる恐れもあり、デンジャーゾーンをいかに利用するかが、闘いの大きなポイントになる。

### つかみ技
「つかみ技」とは関節技のことで2つの系統がある。相手の打撃技を掴んで関節技へ移行するもの、と自分から敵を掴んで関節技をかけるもの。従来の格闘ゲームでは、ほとんど投げ技の一種として扱われていた関節技だが、本作では完全に独立した概念となっている。この「つかみ技」は相手の打撃には強いが、投げ技には弱いという性質をもっている。
約1年後からコンシューマーゲーム版の移植が行われたが、完全に同じ内容にはなっていないためオリジナルそのもので現存するのはミディタイプ筐体のみの作品でもある。
また、ほどなくして当作の2択ホールドの仕様について「待ちが強いのは嫌だ」という意見が届いたことで、リメイクの『デッド オア アライブ++』を制作する理由の1つになった。
『デッド オア アライブ5 ラストラウンド』に一部ステージや、BGM（含『PS版DOA』）が移植された。

## ストーリー
格闘大会「DOA」（DEAD OR ALIVE）を主催する組織、通称DOATEC（ドアテック）の真の目的は、優勝者の遺伝子を利用し、人体改造により超人を製造することだった。かすみがDOAで優勝したその時、霧幻天神流頭首にのみ受け継がれる「裂空迅風殺」を手に入れるためにハヤテを襲った仇・雷道が現われた。現在はDOATEC創始者フェイム・ダグラスのボディガードになっており、DOA優勝者という次の強敵を待っていたのだ。激闘の末、2人はデンジャーゾーンの爆発に巻き込まれてしまう。雷道は絶命したが、傷ついたかすみはDOATECに捕まってしまうのだった。

## キャラクター
- かすみ (KASUMI)
- ザック (ZACK)
- ティナ (TINA)
- レイファン (LEIFANG)
- ハヤブサ (HAYABUSA)
- ジャン・リー (JANN-LEE)
- ゲン・フー (GEN-FU)
- バイマン (BAYMAN)

の全8名がプレイヤーキャラクターとして登場。
トーナメントの最後には、
- 雷道 (RAIDOU)

がラストボスとして登場する。

## 移植、廉価版

### セガサターン版
『DEAD OR ALIVE』セガサターン、1997年10月9日発売（通常版&初回限定版） - 移植作ではあるが操作系の改善、すべてのキャラクターでアーケードモードをクリアすると「雷道」が使用可能になる、新規のオープニングとエンディングになっているなど様々な要素に手が加えられており、準新作に近い内容になっている。投げ抜けのコマンドは基本種がH+Pボタン、かすみの「飛燕逆落」やティナの「J・O・S」といった投げコンボの2連目からがH+P+Kボタン同時押しで可能だが、猶予フレームがほぼ存在しないため、特に基本投げは「見てから」では間に合わず「ほぼ同じタイミングで投げ合った」時のみ成立するもので、連打も失敗と判定されるシビアな仕様となっている。『デッド オア アライブ アルティメット』には「DEAD OR ALIVE 1 ULTIMATE」の名で収録されており、Xbox Liveに対応したことで通信対戦が可能となっている。

### PlayStation版
『DEAD OR ALIVE』PlayStation、1998年3月12日発売 - 上述のSS版に続いて独自のアレンジが加えられた移植作。PS版の映像は、本作にかける制作陣の熱心さが当時のアーケード版を上回るクオリティーアップを実現した。キャッチコピーは「格闘ゲームは、進化する。」。全ステージでリングアウトの廃止、画面効果でヒットエフェクトの有無を選べる。2008年には後述の有料ダウンロード版がリリースされたが、当ソフトで直接PlayStation 3本体で遊ぶこともできる。
『DEAD OR ALIVE』 ゲームアーカイブス（PlayStation 3、PlayStation Portable）、2008年12月10日発売 - PS版のダウンロード版。新たにCEROの審査を受けておりCERO：C（15才以上対象）と判定された。通信対戦には対応していない。

#### キャラクター（PS）
後発の新作『デッド オア アライブ++』に先んじて新キャラクターの「あやね」と「バース」が前倒しで追加されている。

## グッズ
- 『DEAD OR ALIVE』サイトロン、PCCB-00228 - サウンドトラック。曲名後に“(氏名 ステージBGM)”と付く表記になっている。
- 『DEAD OR ALIVE for Play Station』サイトロン、PCCB-00314 - 上述アーケード盤のアレンジが中心で、曲名を“「」”で囲った後に“(氏名)”と付く表記になっている。

## デッド オア アライブ++
『デッドオアアライブ プラスプラス』（DEAD OR ALIVE++）、TPS-System、1998年9月にアーケードゲームとして稼動。
略称は「DOA++」。キャッチコピーは「あやね、見参！」。
『++』は前作のPS版をベースにした作品となる。それに際し、技の新規追加や変更、グラフィックの変更、新キャラクターの追加などの進化を遂げている。
1作目のリメイクであり、以降の続編タイトルでも定番化しDOA特有のバトルシステムとなった「クリティカルシステム」というやられ状態&誘発技の駆け引きが確立され、ホールドの使い方にもクリティカルホールドという概念が加わった。
『++』には、「ピンポイントDH(ディフェンシブホールド)」というものがある。相手の打撃技を、つかみ技の(ホールド)ボタンで返すことは健在だが、本作では相手の特定の技を「ピンポイントDH」で返すことで、大ダメージを与えることができる。技を喰らったときのよろめくモーションも多数追加されている。
当作時点ではほぼ全てのよろけ状態が満足にレバー回復できない長さ（深さ）であり、これによってクリティカルホールドが絶対的な必須行動となっているが、パンチとキックが区別されただけでなく複雑にコマンド分けされた6択仕様（通称ピンポイントホールド）に変更されたため、圧倒的に攻勢側有利のゲームバランスへと一変しており、製作者自身が“上級者が勝ち、初心者には一切救済のない、弱肉強食なタイトル”のように評したほど歴代シリーズ屈指の高難度タイトルとなっている。投げ抜けのコマンドはH+P+Kボタンの同時押しで、投げコンボ系の2連目からのみ可能。
ストーリーも続編『2』へとつながるベースタイトルに位置付けられたため、DOA第1回大会の出場者は上記2名とボスの雷道を加えた全10+1名で公式となった。
なお、1作目と同じく完全移植したコンシューマーゲーム版が存在せず、現存するのがミディタイプ筐体のみの作品でもある。

### キャラクター（DOA++）
- あやね (AYANE)
- バース (BASS)

の2名が『PS版DOA』でのデビューを経て本格的に造り直されて参戦。